# Szibériai őz
A szibériai őz (Capreolus pygargus) az emlősök (Mammalia) osztályának párosujjú patások (Artiodactyla) rendjébe, ezen belül a szarvasfélék (Cervidae) családjába és az őzformák (Capreolinae) alcsaládjába tartozó faj.

## Előfordulása
Ázsia északkeleti részén fordul elő. Szibérián kívül megtalálható Kazahsztánban, a Tiensan-hegység vidékén, Kelet-Tibetben, a Koreai-félszigeten és Kína északkeleti részein. Az óriási elterjedési területen belül három alfaját különböztetik meg, a közönséges szibériai őzet (Capreolus pygargus pygargus) Pallas, 1771, tiensani őzet (Capreolus pygargus tianshanicus) Satunin, 1906 és a Capreolus pygargus bedfordit Thomas, 1908.
A szibériai őzet a legutóbbi időkig az európai őz (Capreolus capreolus) alfajának tekintették, mára azonban egyértelmű a két faj elkülönítése.
A szibériai őz Közép-Ázsiáig és a Kaukázusig fordul elő. Az európai és a szibériai őz elterjedési területe a Kaukázus vidékén találkozik. A szibériai őz az északi oldalon, az európai őz a déli oldalon, Kis-Ázsiában és helyenként Irán északnyugati területein fordul elő.

## Megjelenése
A szibériai őz az európai őznél testnagyságát és agancsait tekintve is nagyobb. A tipikus szibériai őzbak jóval nagyobb, mint az európai őz. A bakok marmagassága akár 85–100 cm lehet, súlyuk elérheti a 60 kg-ot. A suták valamivel kisebbek. Nyári szőrzetük fényesebb és világosabb vörös, mint az európai őzé. A téli szőrzet szürkésbarna, a fari tükör fehér, a szőr sokkal tömöttebb és durvább, mint az európai őznél.
Az erőteljesen gyöngyözött agancsok V alakban nőnek felfelé, tőnél szélesen elszeparálódnak és ellentétben az európai őz agancsával, az agancs rózsái soha nem érintkeznek. Általában egy-egy agancsszár háromágú, de a hátsó ág gyakran kettéágazik. A rekord agancsok hosszúsága eléri a 45 cm-t, tömegük meghaladja az 1 000 - 1 100 grammot.